# Philus rufescens
Philus rufescens es una especie de escarabajo longicornio del género Philus, tribu, Philini, orden, Coleoptera. Fue descrita por Pascoe en 1866.

## Descripción
Mide 22 mm de longitud.

## Distribución
Se distribuye por Malasia.